# Dürrizade Seyyid Mehmed Arif Efendi
Dürrizade Seyyid Mehmed Arif Efendi (1740 - Istanbul, 9 d'octubre de 1800) fou un religiós turc otomà fill de Dürrizade Mustafa Efendi i germà de Dürrizade Seyyid Mehmed Ata Allah Efendi.
Fou kazasker de Rumèlia entre el 13 d'agost de 1784 i el 23 d'agost de 1785 i va arribar a Shaykh al-Islam. Fou destituït el 10 de febrer de 1786 per la seva activitat política i enviat desterrat a Kutahya. Va poder tornar a Istanbul uns cinc anys després quan el xaikh al-Islam Hamidzade Mustafa Efendi fou destituït (12 de juliol de 1792) i el va substituir; acusat de tenir responsabilitat en la manca de preparació dels otomans a Egipte davant l'arribada de Napoleó Bonaparte, fou destituït el 30 d'agost de 1798 i va viure un temps a Bursa retornant després a Istanbul on va morir.